# 逢隈橋 (福島市)
逢隈橋（おおくまばし）は福島県福島市の阿武隈川に架かる福島県道51号霊山松川線（福島県道307号福島飯野線重用）の道路橋である。

## 概要

### この橋のデータ
- 全長：163.205 m
  - 最大支間長：130.0 m
- 幅員：10.5 m（車道幅員6.5 m）
- 形式：鋼単純鈑桁橋＋鋼下路式ローゼ橋
- 竣工：2017年4月25日
- 施工：横河ブリッジ・三井造船鉄鋼エンジニアリング・東開工業特定共同事業体[1][2]

### 概要の詳細
福島市南部を流れる一級河川阿武隈川に架かり、東詰は飯野町明治字滝山、字猫山、字大黒田の境界付近に、西詰は松川町沼袋字浜子に位置し、伊達郡川俣町や福島市飯野地区と、国道4号福島南バイパス二本松・郡山方面や市内松川地区を結ぶ役割を持つ。現在掛かる橋は、2017年4月25日に開通した全長163.2 m、幅員10.5 mの橋梁であり、東側の阿武隈川渡河部が鋼下路式ローゼ橋、西側の県道51号旧道跨道部が鋼単純鈑桁橋である。アーチ部や桁部は茶色に塗装されている。当橋梁の建設にあたってはケーブルクレーンベント工法とケーブルエレクション直吊工法が用いられた。ケーブルを張るための鉄塔は当初、盛土部分に立てられる予定であったが、アーチ桁の吊り下げ重量が1270トンと大きく、強固な地盤を有する地山に建設する必要があったため、高さ49.6 m、支間長228.2 mの当時としては国内最大規模となる、箱断面方式を用いた新型の鉄塔が架設された。

## 沿革
当地周辺ではもともと更に下流の鮎滝渡船場にて阿武隈川を渡るルートが取られており、奥州街道八丁目宿から分岐した相馬街道がこの道筋で立子山村を経由し川俣に通じていた。1884年12月に初代逢隈橋（橋長31間（約89 m）、幅員2間（約3.6 m））が木橋として開通し、同時に渡船場が廃止（現在は鮎滝渡船場跡として国指定史跡に指定）され街道は換線された。新たな道筋は新橋街道と呼ばれ、郡道に指定された（現在の県道51号の前身である）。現在でも川俣町コミュニティバス川俣松川線阿武隈新橋バス停にその名が残る。その後増水の度に損傷を繰り返したため、1901年（明治34年）6月に橋長79メートル、幅員4.4メートルの木鉄混交トラス橋の2代目の橋に架け替えられた。大正時代に入りこの橋使ってを松川と川俣を結ぶ乗合馬車が運行されたが、国鉄川俣線の開通により廃止された。
1958年6月、3代目となる3径間PC桁橋の橋梁が竣工し、以後自動車交通に供されて来たが、幅員狭小でセンターラインや歩道が整備されておらず、大型車のすれ違いが不可能であり、欄干が低く歩行者が安全に通行できないこと、また伊達郡飯野町が福島市と合併したことにより市内松川地区と飯野地区との連絡の必要性が高まったことから市町村合併支援道路整備事業として掛け替えが決定し、2004年に橋を含む全長1200 mの区間の線形改良が事業着手、2017年4月25日に逢隈橋を含む900 mが開通した。旧道は2018年3月31日、橋梁部分を残して県道指定を外れ市道に移管された。
橋名の由来は阿武隈の旧名といわれる逢隈から。同様の由来を持つものとして阿武隈川河口付近に位置するJR常磐線逢隈駅がある。また当橋梁と同じく阿武隈川を渡る同名の橋が西白河郡西郷村（村道）、郡山市（国道288号）、宮城県伊具郡丸森町（旧称。現丸森橋。宮城県道・福島県道45号丸森霊山線）に存在する。

## 隣の橋
阿武隈川
（上流） - 新飯野橋 - 逢隈橋（福島市） - 上蓬萊橋 - （下流）